# 1200

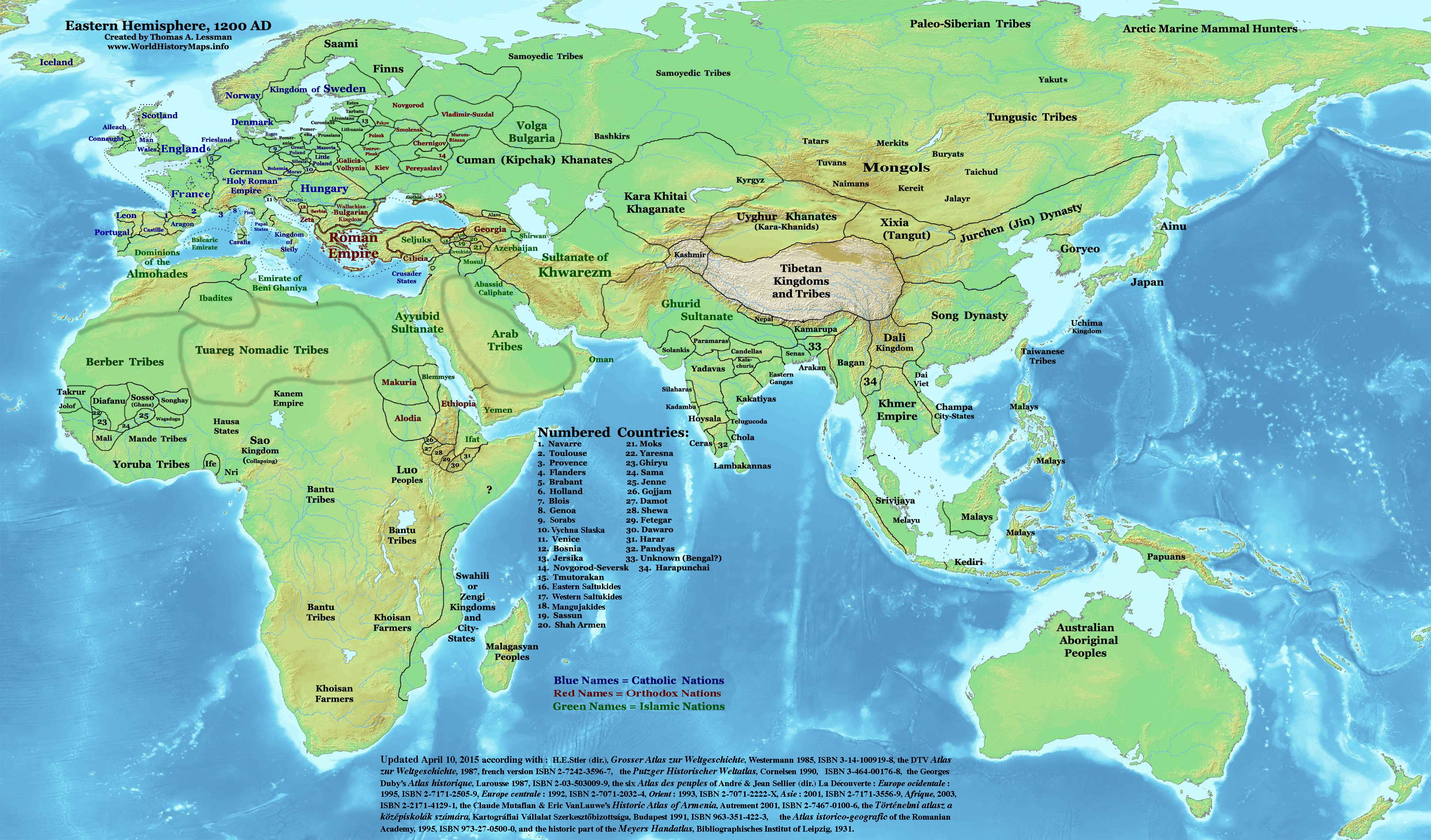
Eurázsia térképe 1200 körül a mongolok hadjáratai előtt

Évszázadok: 11. század – 12. század – 13. század
Évtizedek: 1150-es évek – 1160-as évek – 1170-es évek – 1180-as évek – 1190-es évek – 1200-as évek – 1210-es évek – 1220-as évek – 1230-as évek – 1240-es évek – 1250-es évek
Évek: 1195 – 1196 – 1197 – 1198 –  1199 – 1200 – 1201 – 1202 – 1203 – 1204 – 1205

## Események
1200 a 12. század utolsó éve.

### Helyek szerint

#### Magyarország
- Imre király és lázadó öccse András herceg békét kötnek. Eszerint András újra megkapja a déli tartományokat, de korlátozott jogkörrel, mint hűbéres tartományokat.
- Imre király a pápa kérésére elhatározza, hogy keresztes hadjáratot indít a Szentföldre. Az ígéretet azonban nem teljesíti (csak öccse, András veszi fel a keresztet 1217-ben már királyként).

## Születések
- november 23. – IV. Kelemen pápa († 1268)

## Halálozások
- január 13. – I. Ottó burgundiai palotagróf (* 1170)